# Kester Peaks
I Kester Peaks (in lingua inglese: Picchi Kester) sono tre picchi rocciosi allineati, situati 9 km a sud del Monte Malville nel versante orientale del Forrestal Range, nei Monti Pensacola, in Antartide.
I picchi sono stati mappati dall'United States Geological Survey (USGS) sulla base di rilevazioni e foto aeree scattate dalla U.S. Navy nel periodo 1956-66.
La denominazione è stata assegnata dall'Advisory Committee on Antarctic Names (US-ACAN) in onore di Larry T. Kester, fotografo dello Squadron VX-6 della U.S. Navy durante l'Operazione Deep Freeze del 1964.